# Моисеев, Александр Алексеевич
Александр Алексеевич Моисеев (род. 16 апреля 1962, с. Борское, Гвардейский район, Калининградская область, РСФСР, СССР) — российский военачальник. Главнокомандующий военно-морским флотом с 2 апреля 2024 года. Адмирал (10 декабря 2020), Герой Российской Федерации (14 февраля 2011).

## Биография
Родился 16 апреля 1962 года в селе Борское Гвардейского района Калининградской области. Окончил среднюю школу и кинотехникум в городе Советске Калининградской области, работал мастером-наладчиком в киноремонтной мастерской города Березники Пермской области.
В 1981 году призван на срочную военную службу в Советскую армию (Уральский военный округ).
В 1982 году поступил и в 1987 году окончил Высшее военно-морское училище радиоэлектроники имени А. С. Попова в городе Петродворце. С 1987 года служил на атомной подводной лодке К-117 Северного флота: инженер вычислительной группы радиотехнической боевой части, с октября 1990 — начальник радиотехнической боевой части, с октября 1992 года — старший помощник командира АПЛ по боевому управлению.
В 1994 году, будучи в должности старшего помощника командира атомного ракетного подводного крейсера стратегического назначения К-18 «Карелия», награждён орденом Мужества за поход к Северному полюсу. Во время похода экипаж «Карелии» водрузил на Северном полюсе Андреевский и Российский флаги.
В 1994 году поступил и в 1995 году окончил Высшие специальные офицерские классы ВМФ. С июля 1995 — старший помощник командира экипажа АПЛ К-117. С ноября 1997 по июль 2001 — командир второго экипажа РПКСН К-407 «Новомосковск».
7 июля 1998 года, командуя атомным ракетным подводным крейсером стратегического назначения К-407 «Новомосковск», вошёл в историю космонавтики, как командир подводного крейсера, который впервые успешно произвёл запуск на низкую околоземную орбиту двух немецких коммерческих микроспутников Tubsat-N и Tubsat-N1 ракетой-носителем «Штиль» стартом из подводного положения. Капитан 1-го ранга (9.07.1999). В 2000 году экипаж выполнил успешную стрельбу межконтинентальной баллистической ракетой из подводного положения в Баренцевом море по цели на полигоне на Камчатке.
В 2003 году окончил с отличием Военно-морскую академию имени Адмирала Флота Советского Союза Н. Г. Кузнецова.
С июня 2003 года — начальник штаба 31-й дивизии подводных лодок Северного флота, с августа 2006 — заместитель командира 12-й эскадры подводных лодок, с августа 2007 по 2009 год — командир 31-й дивизии подводных лодок Северного флота. В 2008 году, будучи старшим на борту, руководил переходом атомного ракетного подводного крейсера стратегического назначения К-44 «Рязань» с Северного флота на Тихоокеанский флот в подводном положении подо льдами Северного Ледовитого океана, за что награждён вторым орденом Мужества.
В 2009 поступил и в 2011 году окончил с золотой медалью факультет национальной безопасности и обороны государства Военной академии Генерального штаба Вооружённых сил Российской Федерации.
14 февраля 2011 года указом президента Российской Федерации № 181 удостоен звания Героя Российской Федерации. Президент Российской Федерации Дмитрий Медведев 21 февраля 2011 года, во время церемонии вручения государственных наград, сказал:
«Золотая Звезда Героя России вручается командиру соединения подводных лодок стратегического назначения Северного флота Александру Алексеевичу Моисееву. В ходе боевого патрулирования под его руководством были успешно проведены испытания новейшего оружия и осуществлён целый ряд ракетных пусков. Как Верховный Главнокомандующий я наблюдал за этими учениями. И, действительно, всё было сделано очень качественно»
С июня 2011 года по апрель 2012 года — заместитель командующего подводными силами Северного флота.
В апреле 2012 года указом президента Российской Федерации № 423 назначен командующим подводными силами Северного флота.
20 февраля 2013 года указом президента Российской Федерации № 151 присвоено очередное воинское звание контр-адмирал. Вице-адмирал (11.06.2015).
Являлся депутатом Совета депутатов ЗАТО Александровск.
Указом президента Российской Федерации № 154 от 5 апреля 2016 года назначен начальником штаба — первым заместителем командующего Северным флотом. 22 ноября 2017 года назначен заместителем начальника Генерального штаба Вооружённых сил Российской Федерации.
С 14 мая 2018 года — исполняющий обязанности командующего Черноморским флотом. 23 июня 2018 года указом президента Российской Федерации назначен командующим Черноморским флотом ВМФ России.
Указом президента Российской Федерации от 3 мая 2019 года № 203 назначен командующим Северным флотом. 31 мая 2019 года вице-адмиралу Моисееву вручён личный штандарт командующего Северным флотом.
Указом президента Российской Федерации от 10 декабря 2020 года № 769 присвоено воинское звание адмирал.
В марте 2024 года назначен исполняющим обязанности Главнокомандующего ВМФ.
2 апреля 2024 года министр обороны Сергей Шойгу сообщил о том, что адмирал Моисеев назначен Главнокомандующим военно-морским флотом указом президента России. Является третьим подряд (в истории России) Главнокомандующим ВМФ, назначенным на данную должность из числа моряков-подводников.

## Санкции
24 июня 2024 года включён в санкционные списки Европейского союза.
С 10 марта 2024 года адмирал Александр Моисеев является временно исполняющим обязанности главнокомандующего ВМФ России. В этом качестве он отвечает за любую морскую операцию ВМФ России, в том числе против Украины. Принимая и действуя в этом качестве, он поддерживает и осуществляет действия и политику, которые подрывают и угрожают территориальной целостности, суверенитету и независимости Украины.

## Награды

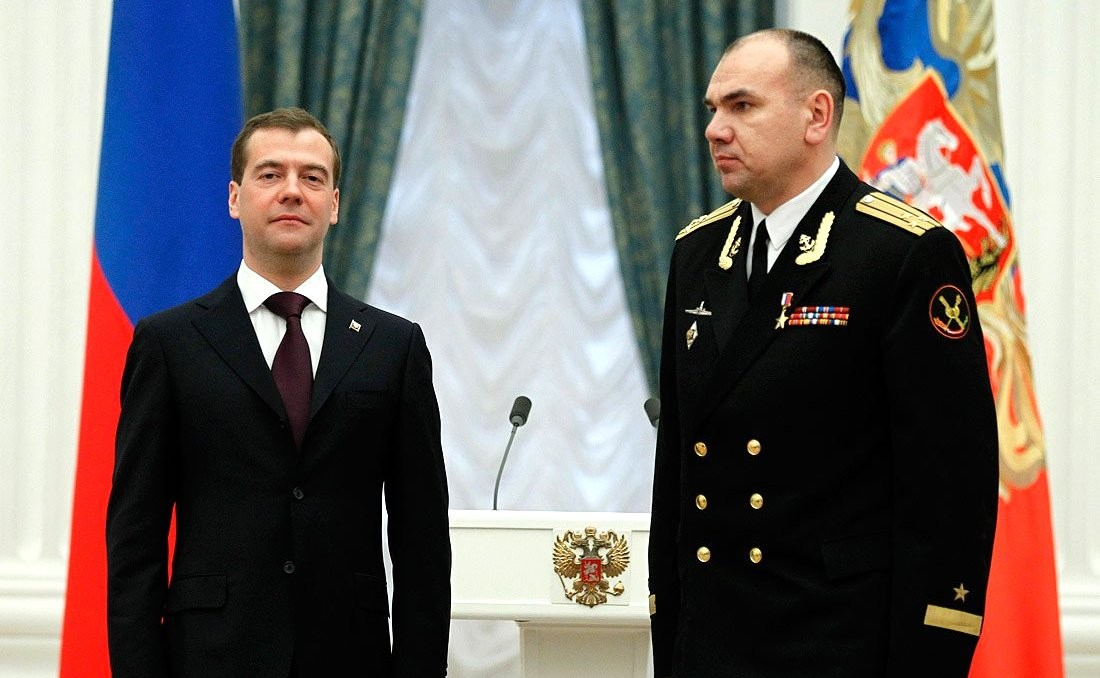
Церемония вручения Золотой звезды Героя Российской Федерации,21 февраля 2011 года

- Герой Российской Федерации — за мужество и героизм, проявленные при исполнении воинского долга (14 февраля 2011 года)[2][19]
- Орден «За заслуги перед Отечеством» IV степени (2019)
- Два ордена Мужества — (1995, за первый в современной истории России поход к Северному полюсу в 1994 году[2]; 22 ноября 2008 года[20], за руководство переходом АПЛ К-44 «Рязань» с Северного на Тихоокеанский флот (поход проходил подо льдами Арктики в 2008 году[2])
- Орден «За военные заслуги» (3.06.2006)[21]
- Медаль ордена «За заслуги перед Отечеством» II степени (2006)
- Медали СССР
- Медали Российской Федерации
- Почётный полярник (2008)

## Семья
Женат.